# Friedrich Hendrix
Friedrich Hendrix (Alemania, 6 de enero de 1911-30 de agosto de 1941) fue un atleta alemán, especialista en la prueba de 4 x 100 m en la que llegó a ser subcampeón olímpico en 1932.

## Carrera deportiva
En los JJ. OO. de Los Ángeles 1932 ganó la medalla de plata en los relevos de 4 x 100 metros, con un tiempo de 40.9 segundos, llegando a meta tras Estados Unidos (oro con 40.0 s) y por delante de Italia (bronce con 41.2 segundos), siendo sus compañeros de equipo: Erich Borchmeyer, Arthur Jonath y Helmut Körnig.